# Shinji Takahira
Shinji Takahira, född den 18 juli 1984 i Asahikawa, är en japansk friidrottare som tävlar i kortdistanslöpning huvudsakligen på 200 meter.
Takahira deltog vid Olympiska sommarspelen 2004 där han slutade femma i sitt försöksheat och tog sig därmed inte vidare till kvartsfinalen. Han deltog även vid VM i Helsingfors 2005 där han åter blev utslagen redan i försöken. 
Vid Asiatiska spelen 2006 i Doha blev han bronsmedaljör på 200 meter och vid samma mästerskap blev han silvermedaljör i stafetten över 4 x 100 meter. 
Takahira deltog även vid VM 2007 i Osaka där hans 20,77 placerade honom sjua i sin kvartsfinal vilket inte räckte till att kvalificera sig till semifinalen. Vid Olympiska sommarspelen 2008 slutade han åter sjua i sin kvartsfinal vilket inte räckte för att få springa semifinalen. Emellertid vann han en bronsmedalj i stafetten över 4 x 100 meter tillsammans med Naoki Tsukahara, Shingo Suetsugu och Nobuharu Asahara.

## Personliga rekord
- 100 meter - 10,29
- 200 meter - 20,35